# Museu de Arte de Ponce

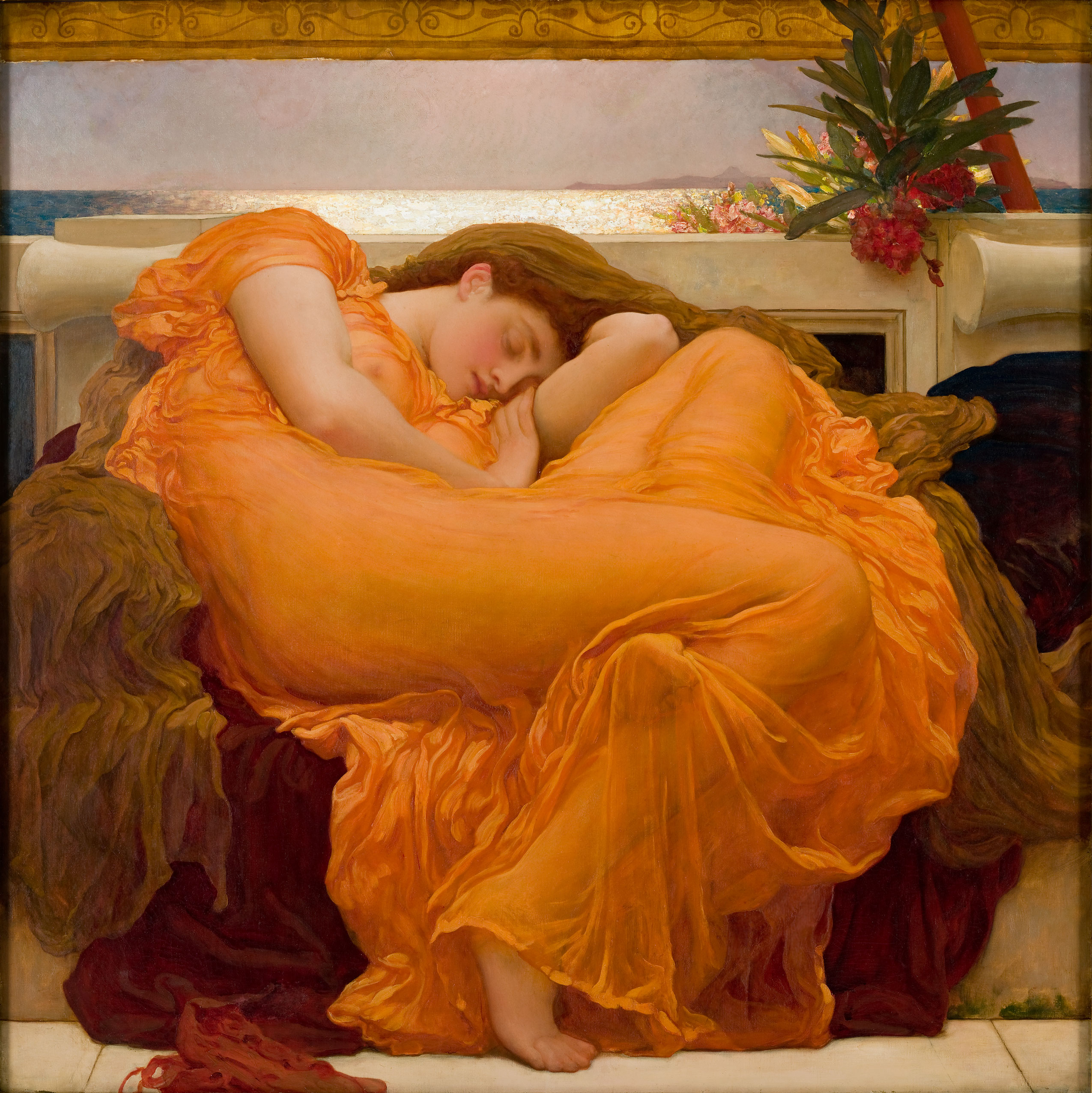
Sol ardente de Junho, de Frederic Lord Leighton, o quadro mais conhecido do portorriquenho Museu de Arte de Ponce.

O Museu de Arte de Ponce é uma instituição particular, pertencente à Fundação Luis A. Ferré, sedeada numa mansão da cidade de Ponce, em Porto Rico, com fins mecenáticos e culturais. 
Fundado por Luis A. Ferré, um industrial e mecenas de arte que, posteriormente viria a ser o governador de Porto Rico, o museu conserva no seu acervo obras de alguns dos maiores pintores da Europa e do Mundo.
O museu abriu as portas ao público a 3 de Janeiro de 1959, numa época em que os efeitos da Segunda Grande Guerra ainda se faziam sentir. Porém, o edifício onde se encontra hoje só foi inaugurado em 1965. Este foi projectado pelo arquitecto estadunidense e discíplo de Frank Lloyd Wright, Edward Durell Stone, a pedido da instituição, devido à falta de espaço e de demais condições para a manutenção e exposição de obras de arte de tal valor e importância cultural e artística.
As origens da rica colecção do museu remontam a 1957, ano em que o fundador desta intituição comprou as suas primeiras 24 pinturas, treze das quais ainda permanecem no museu. Hoje, este alberga cerca de 3.500 obras de arte.
Entre as obras de mais destaque encontram-se as extraordinárias pinturas dos pre-rafaelistas ingleses, da pintura barroca italiana e da escola francesa. As suas catorze galerias exibem obras de importantes artistas como Peter Paul Rubens, Lucas Cranach o Velho, Luca Giordano, El Greco, Diego Velázquez, Eugène Delacroix, Edward-Coley Burne-Jones, Francisco de Zurbarán, José de Ribera, Bartolomé Esteban Murillo, Francisco Goya, Guido Reni, Hubert Robert, Gustave Moreau,Dante Gabriel Rossetti, Thomas Gainsborough, Theodore Rombouts, Anthony van Dyck, James Tissot, Konstantin Jergorovitch Makovski, ou mesmo Frederic Lord Leighton, cujo Sol ardente de Junho (na língua original Fleming June) é a obra mais apreciada do museu. 
A instituição latino-americana exibe igualmente uma rica selecção de arte americana e portorriquenha, com peças de Francisco Oller y Cestero, José Campeche e Ramón Frade.
Hoje em dia o Museu de Arte de Ponce é a única instituição museológica de Porto Rico pertencente à Associação Americana de Museus, tendo já emprestado obras a museus conhecidos universalmente como o Museu do Louvre, em Paris, o Metropolitan Museum of Art, em Nova Iorque e a National Gallery of Art, em Washington. 